# 가시광격변 퀘이사

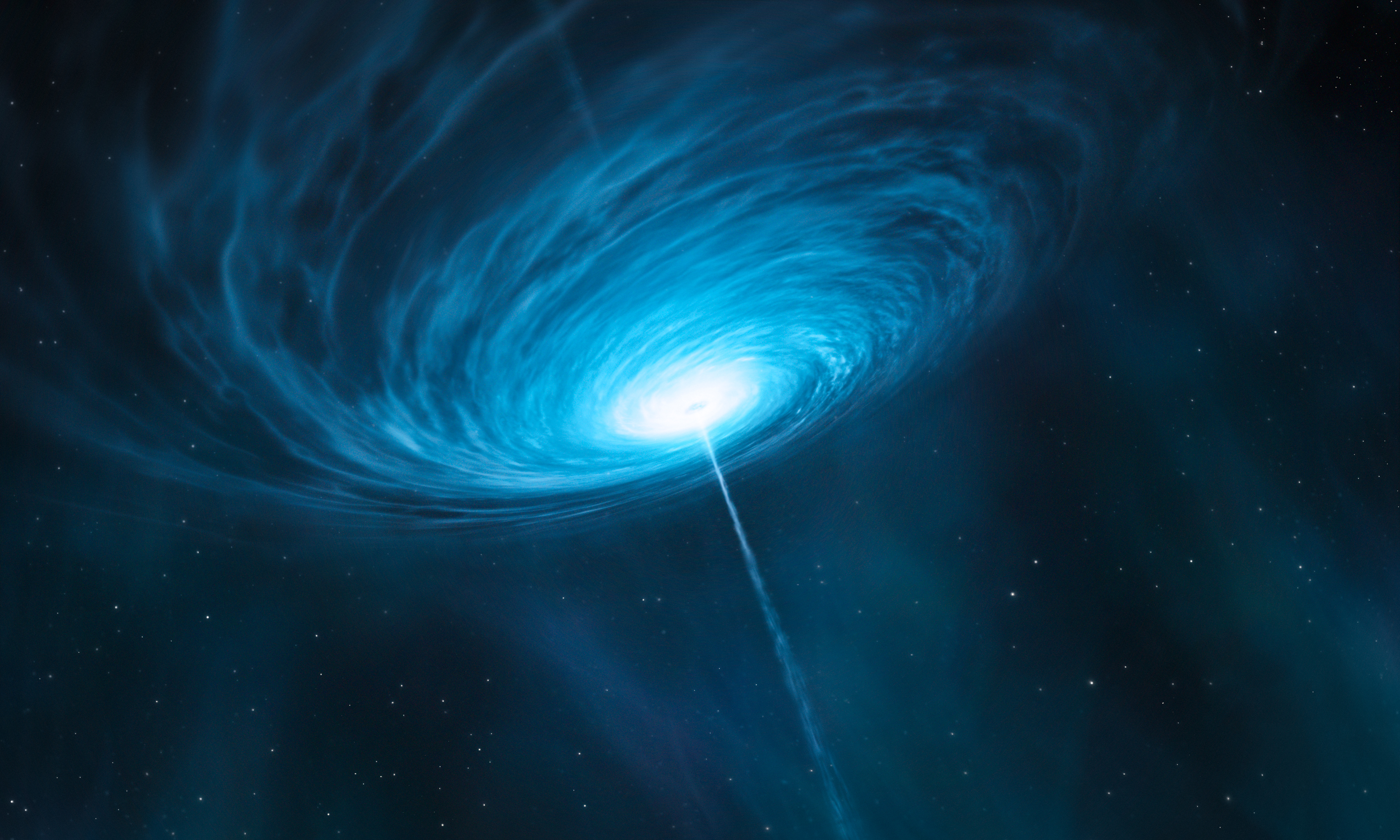
아티스트가 그린 가시광격변 퀘이사 3C 279의 상상도이다.

가시광격변 퀘이사(영어: optically violent variable quasar)는 밝기가 매우 크게 변하는 퀘이사이다. 흔히 OVV 퀘이사라고 불린다. 가시광격변 퀘이사는 극소수의 희귀하고 밝은 전파 은하를 포함하는 블레이자의 하위 유형으로, 하루 만에 가시광선 대역에서 밝기가 약 50% 정도까지 변할 수 있다. 도마뱀자리 BL 천체와 외관상으로 유사하지만, 이들은 일반적으로 강력한 폭이 넓은 방출선을 가지고 있고, 적색 편이가 큰 경향을 보인다.

## 같이 보기
- 3C 279